# Lajos Veress
Lajos Veress (4 octobre 1889 - 29 mars 1976) est un général hongrois, commandant de la deuxième armée hongroise pendant la Seconde Guerre mondiale.

## Biographie
Veress est issu d'une famille de nobles sicules de Transylvanie austro-hongroise. Il termine ses études à l'Académie militaire Ludovika en 1910 et poursuit une carrière qui l'amène à devenir chef d'état-major d'une division de cavalerie entre 1933 et 1935. Après cela, il est attaché militaire à Vienne de 1935 à 1938. De 1938 à 1940, il commande de la 15e brigade d'infanterie. En 1940, il est nommé à la tête de la 2e brigade de cavalerie en tant que major général. Avec cette unité, Veress participe à l'invasion de la Yougoslavie en avril 1941. Promu colonel général à la fin de 1941, il devient commandant de la 2e division motorisée et, en 1942, de la 1re division de campagne motorisée envoyée sur le front de l'Est après l'engagement de la Hongrie dans la guerre contre l'URSS.
La même année, Lajos Veress est nommé commandant du 1er corps d'armée mais passe bientôt à la tête du 9e. Au printemps 1944, il prend le commandement de la 2e armée, qui occupe le nord de la Transylvanie.
À mesure que la Hongrie est de plus en plus menacée par les avancées soviétiques, le régent Miklós Horthy cherche à se retirer de la guerre et à entamer des discussions avec les Alliés. Dans ce contexte, Lajos Veress est nommé « homo regius » (adjoint du régent) au cas où Horthy serait dans l'incapacité de gouverner. Cependant, la réaction allemande aux réticences hongroises arrive le 12 mars 1944 lors de l'opération Margarethe, l'invasion de la Hongrie par les forces de l'Axe. La Wehrmacht arrête Lajos Veress après qu'il a été trahi par ses subordonnés favorables à l'alliance avec le Reich. Remis aux autorités du parti des Croix fléchées, il est condamné à 15 ans de prison par un tribunal militaire et emprisonné le 16 octobre 1944 à la prison de Sopronkőhida, dont il réussit à s'échapper au début de l'année suivante.
Après la fin de la guerre, Lajos Veress prend sa retraite en 1946. Veress est condamné à mort le 16 avril 1947 par un tribunal populaire pour conspiration de droite et contre l'État. Le  Conseil national des tribunaux populaires (hu) a ensuite atténué la peine et l'a transformée en emprisonnement à vie. À la faveur du soulèvement de 1956, Veress sort de prison et quitte son pays le 3 novembre 1956 pour aller se réfugier à Londres. À partir de 1958, il est président de la Fédération mondiale des combattants de la liberté hongrois. 
Lajos Veress décède à l'âge de 86 ans à Londres est enterré aux États-Unis, à Berkeley Springs.